# Nevrodegenerativna bolezen
Nevrodegenerativna bolezen je bolezen živčevja (osrednjega ali obkrajnega), ki povzroči degeneracijo in/ali odmiranje živčnih celic; sama bolezen lahko traja več časa, predno se pojavijo simptomi.

## Seznam
- Parkinsonova bolezen
- Multipla skleroza
- Bolezen motoričnega nevrona
- Huntingtonova horea
- Friedreichova ataksija
- Demenca